# Crossover (musique)
Pour les articles homonymes, voir Crossover et Enjambement.
Le crossover (ou chiasmatypie) désigne une hybridation ou un croisement entre un genre musical et un autre, voire plusieurs autres (par ex. : musique classique et jazz ou jazz, rock et latin music). C'est une pratique courante de la musique du monde, mais également une tendance générale des styles musicaux contemporains.

## Description
Chaque époque possède son « révisionnisme esthétique » et forge, en quelque sorte ses goûts à la « mode du jour » et cela, même en musique : il n’est pas question pour le genre « crossover » d’abandonner l’authenticité de l’opéra ou de la musique pop-rock, mais plutôt d’écouter ces deux styles d’une façon nouvelle et plus contemporaine. Cette réinterprétation et ce mélange d'éléments du passé constituent une forme de postmodernisme.

## Histoire

### Origines et débuts
Alan Stivell crée dans les années 1970 un crossover systématique, partant d'un premier crossover interceltique, pour l'universaliser en englobant le maximum de genres et cultures. Sur ses traces, Red Cardell adopte la même démarche depuis le début des années 1990. Dans des styles différents, Eumir Deodato, Bob James, Jimmy Smith, Head Hunters, ou Ry Cooder en sont quelques autres exemples.
Le compositeur et clarinettiste Jean-Christian Michel initie en Europe un crossover jazz-classique fusionnant jazz et musique sacrée. Il s'entourera de jazzmen américains, tels le batteur Kenny Clarke qui l'accompagnera une dizaine d'années. Ce sont des fusions de plusieurs mondes musicaux croisant de nombreux styles allant du rock à la soul, de l'afro aux musiques actuelles, du jazz au blues, de la musique orientale ou africaine à la musique occidentale, du pop rock à l'opéra, etc.

### Transformation du terme
Au cours des années 1980, une nouvelle évolution émerge vers la fusion de différents genres. La scène punk hardcore nord-américaine cherche de nouvelles formes d'expression, en utilisant souvent des éléments de métal en raison de leur étroite parenté. Mais en principe, la majorité des groupes s'efforçaient d'ouvrir le schéma limité du punk à presque tous les domaines de la musique populaire, ce qui est longtemps synonyme de liberté artistique.
Des groupes comme les Minutemen, les Bad Brains ou Public Image Limited, qui travaillaient avec des éléments de funk, de reggae ou de jazz, sont ouvertement rejetés par les punks conservateurs de la première génération. C'est notamment par opposition à un tel dogmatisme que des musiciens hardcore plus progressistes tentent, à partir du milieu des années 1980, de se démarquer extérieurement des punks traditionnels. Ils utilisaient sciemment les « codes » de la génération hippie, souvent détestée par les punks, se laissaient pousser les cheveux longs, portaient des chemises en flanelle et des jeans déchirés. Cette tenue est devenue extrêmement populaire au début des années 1990 grâce au succès mondial des groupes grunge. Le terme de crossover est alors appliqué à des groupes qui jouent un mélange de punk hardcore et de thrash metal, comme DRI, avec leur album intitulé Crossover, 7 Seconds et Suicidal Tendencies originaires des États-Unis ou Black Uniforms, TT Task,, et Disrespect,, originaire de Suède. À la suite de ce mélange, les groupes de thrash metal et punk hardcore se sont également souvent produits ensemble en live. 

### Développements ultérieurs
Dans ce contexte, un grand intérêt est également venu d'autres directions. La deuxième génération de hip-hop, appelée « new school », aime travailler avec des rythmes hard rock. Par exemple, Run–DMC avait déjà fait un hit en 1986 avec le classique Walk this Way d'Aerosmith. Six ans plus tard, Public Enemy fait une tournée avec le groupe de metal Anthrax, qui avait déjà introduit des éléments de rap dans leur musique, et sort ensemble le single Bring tha Noize.
Très vite, le phénomène est récupéré par l'industrie musicale commerciale. C'est ainsi qu'est née la bande originale du film La Nuit du jugement, sur laquelle des musiciens de hip-hop ont joué avec des groupes de metal et de rock alternatif. Le succès de l'album a largement dépassé l'écho du film proprement dit.

### Depuis les années 2010
En 2017, Despacito, une chanson de Luis Fonsi et Daddy Yankee, atteint le sommet du Billboard Hot 100 après la sortie d'un remix bilingue avec Justin Bieber. La chanson égale le record du plus grand nombre de semaines passées à la première place dans l'histoire du Hot 100, et atteint la tête des classements de singles dans 47 pays,,,,.
À la suite du succès de Despacito, d'autres chansons latines trouvent également un marché, notamment Mi Gente de J Balvin et Willy William, qui se classe dans le top 40 aux États-Unis et au Royaume-Uni, et Súbeme la Radio d'Enrique Iglesias, qui atteint le top 10 au Royaume-Uni,.

## Genres associés

### Crossover jazz
Le crossover jazz et le jazz fusion ont quelque chose en commun. Les albums de Deodato, Jean-Luc Ponty et Bob James sont des exemples de jazz croisé avec la musique classique. Bob James One (CTI, 1974) contient la chanson Feel Like Making Love, qui était déjà un succès pour Roberta Flack. Les stations de radio ont joué cette chanson, ce qui a contribué au succès de l'album One. L'album se distingue par l'adaptation de la musique classique à la scène moderne, par exemple Night on Bald Mountain, qui est une reprise de la composition homonyme de Modeste Moussorgski.

### Crossover rock
D'autres exemples de crossover en musique sont les groupes qui jouent un mélange de genres tels que le funk, le rap, le rock, le heavy metal et le punk rock, par exemple des groupes tels que Urban Dance Squad, Faith No More, Red Hot Chili Peppers, Suicidal Tendencies, D.R.I., Primus, Linkin Park, Rage Against the Machine, System of a Down et 311.
Le sous-genre du nu metal est l'une des meilleures incarnations du style crossover. Le genre inclut des éléments de genres disparates tels que le hip-hop, le rock alternatif, le funk, la musique industrielle et le grunge. Le genre mélange ces influences avec des guitares downtuned et des rythmes persistants moins courants dans les genres traditionnels du heavy metal, ce qui met l'accent sur la guitare principale et les solos moins courants dans ces autres genres. 

## Artistes notables
Ils comprennent notamment : Miles Davis, Eumir Deodato, David Garrett, Pepe Habichuela, Bob James, Kitarō, Earl Klugh, Ladysmith Black Mambazo, Julia Lange, Bill Laswell, Paco de Lucía, Jean-Christian Michel, Enrique Morente, Jan Wouter Oostenrijk, Jean-Luc Ponty, Anoushka Shankar, et Alan Stivell.